# Spax (Rapper)

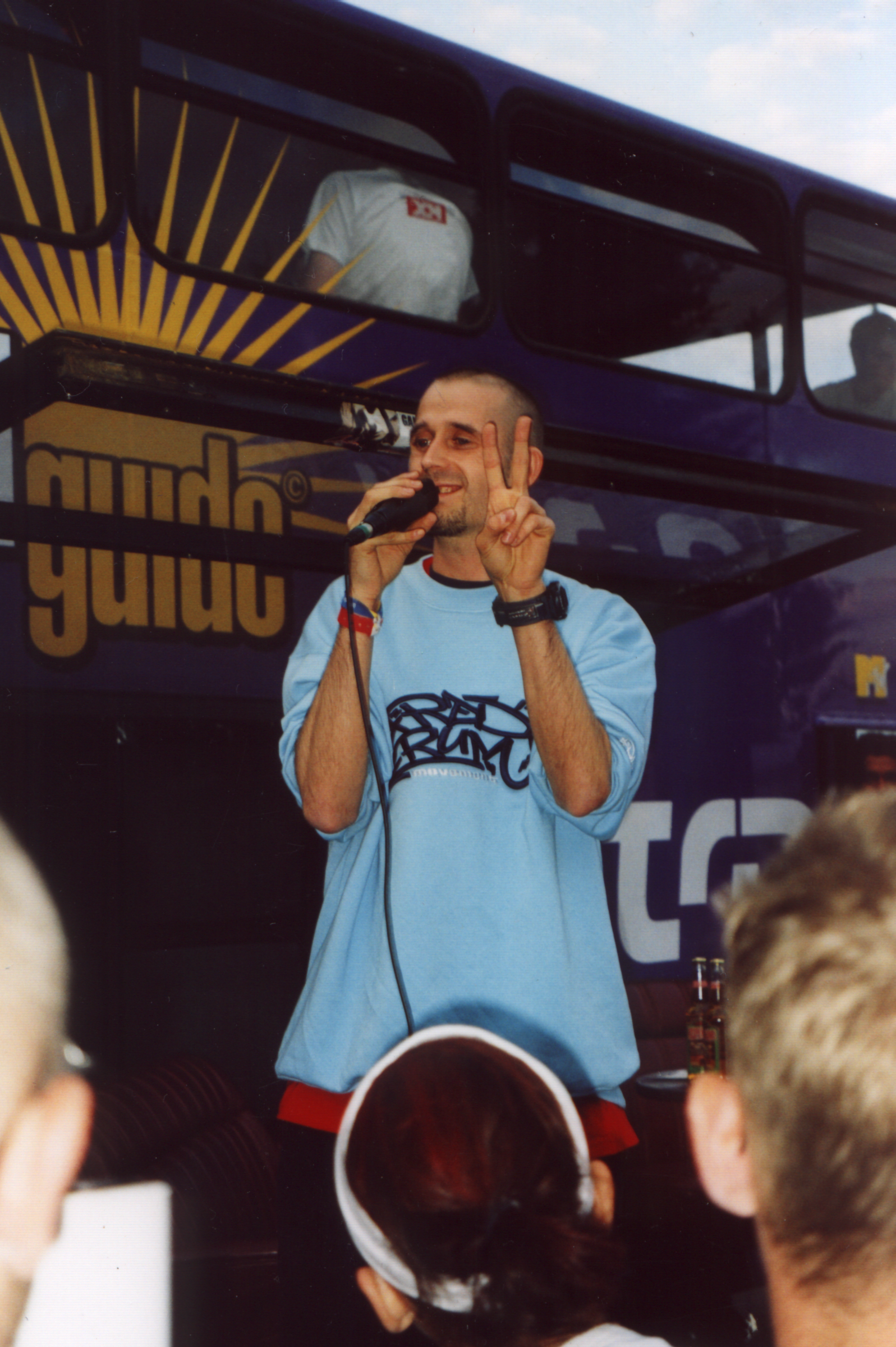
Spax auf dem Splash-Festival (2000)

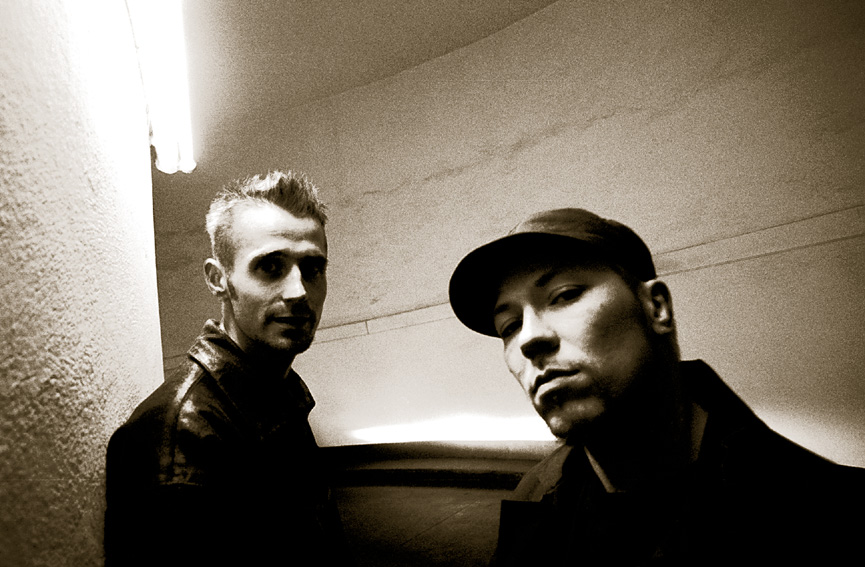
Spax (links) und DJ Mirko Machine (1998)

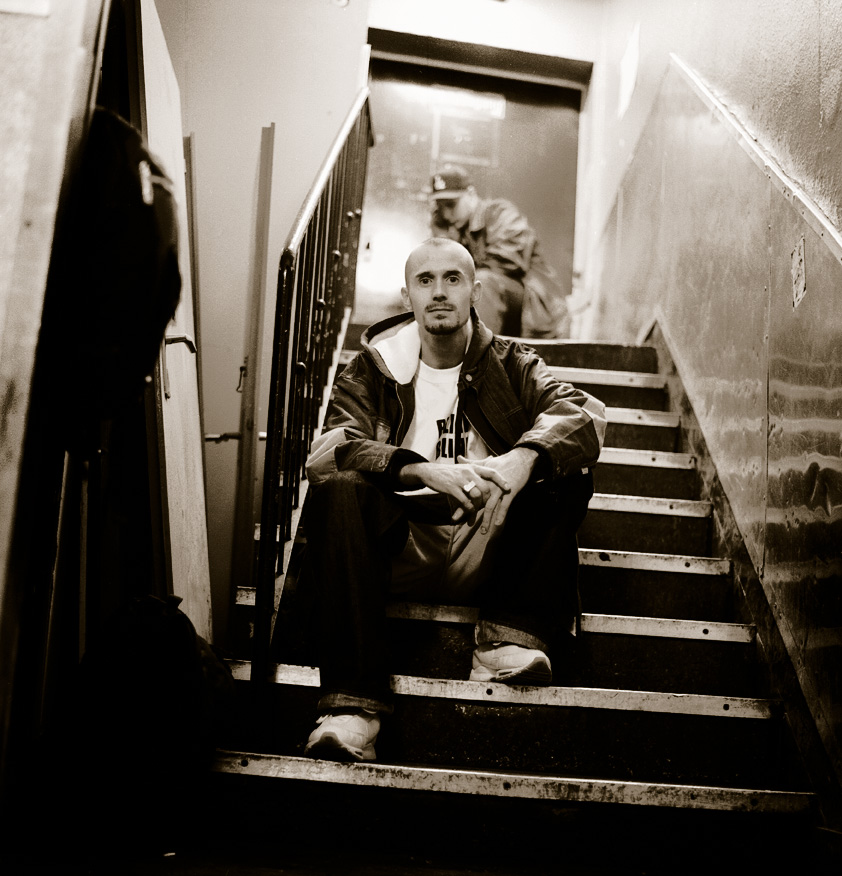
Spax in der Großen Freiheit, Hamburg (1999)

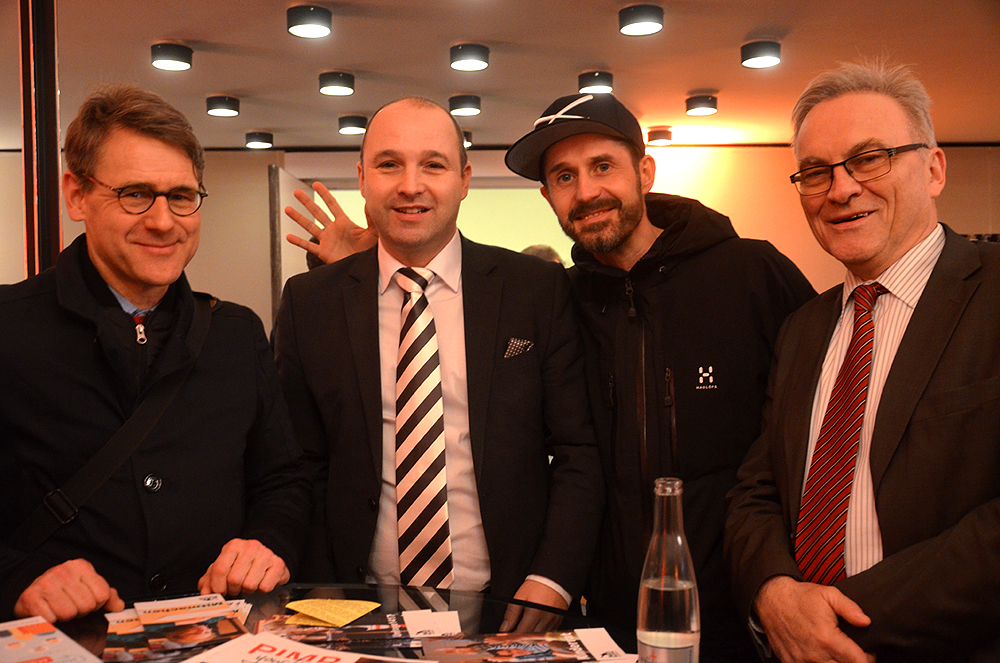
Spax beim Neujahrsempfang der Landeshauptstadt Hannover (2017)

Spax (* 28. März 1973 in Rheine; bürgerlich Rafael Szulc-Vollmann) ist ein deutscher Rapper. Spax erlangte bereits früh als Freestyle-Spezialist Popularität auf Hip-Hop-Jams und ist ein Vertreter des Conscious Rap.

## Leben
Spax wuchs in Schüttorf (Grafschaft Bentheim) auf. Im Jahr 1994 lernte er den Freestyle-Rapper MC Rene bei einem gemeinsamen Auftritt in der VIVA-HipHop-Sendung Freestyle kennen. Kurz darauf traten sie als Team mit DJ Mirko Machine auf. Spax begleitete das damalige Team Rene/Mirko unter anderem auf deren Tour zu Renes Solodebüt Renevolution und brachte mit ihm ein Tape namens Flowdiamonds 95 auf den Markt. Aus privaten Gründen trennte sich Rene nach mehreren Jahren von Spax und Mirko, die fortan zu zweit auftraten. Spax gab an, dass sich ihre Wege einfach trennten und MC Rene an eigenen Songs und einem neuen Album arbeitete, Spax und Mirko Machine hingegen weiter ihren Live-Auftritten und Shows nachgehen und keine Pause einlegen wollten.
1994 veröffentlichte Spax seinen ersten deutschsprachigen Song Das Jazzhaus auf dem ersten Jazzkantine-Album. Damals war er gemeinsam mit dem Breakdancer und Rapper Topze als Crew unter dem Namen U-Men unterwegs.
Im Jahr 1996 erhielt Spax seinen ersten Plattenvertrag beim Hamburger Label Motor Music. Sein erstes Album, Privat (style fetisch), erschien 1998. Später leitete Spax für das Goethe-Institut Workshops in Westafrika, Portugal und Neuseeland. Das zweite Album Alles Relativ wurde im Jahr 2000 veröffentlicht.
In einem gemeinsamen Interview mit DJ Mirko Machine von 1998 erklärte Spax, dass er beim Rap im Allgemeinen den Freestyle vorziehe und etwas echtes kreieren wolle, anstatt Texte auswendig vorzutragen und seine aufgenommenen Platten oder Songs einem größeren Publikum zu präsentieren.
2001 nahm Spax gemeinsam mit LL Cool J den Song Blink Blink in Berlin für das Label Def Jam Germany auf. Er trat mit ihm gemeinsam im gleichen Jahr auf dem HipHop Open in Stuttgart auf.
2003 veröffentlichte Universal Music sein drittes Album Engel und Ratten.
Im selben Jahr schrieb Spax zum ersten Mal etwas für ein Theater. Er inszenierte zusammen mit André Bastian an der Landesbühne Hannover Wedekinds Frühlings Erwachen. Darauf folgt eine Zusammenarbeit mit der Staatsoper Hannover. Für die Produktion Zeitoper – Aus der Depression schrieb Spax sowohl die Geschichte, die im Werk vorgetragenen Raps als auch die Opern-Gesänge.
2005 hat Spax als musikalischer Leiter mit den Autoren André Bastian und Jörg Schade, Schülern des Friedrich-List-Gymnasiums aus Reutlingen und dem Institut für Erziehungswissenschaft der Universität Tübingen das Theaterstück Faker! über Rap und Superstars entwickelt, das unter der Regie von André Bastian am Theater Reutlingen Die Tonne uraufgeführt wurde.
2007 spielte Spax am Schauspiel Hannover im Stück Frühlings Erwachen die Rolle des Otto.
Spax arbeitet seit 2007 in Hannover an einem Projekt mit der Staatsoper, um Mozarts Entführung aus dem Serail modern zu reinszenieren. Er leitet Workshops für Jugendliche, die durch ihre Raps dem Klassiker ein neues Gewand geben. Des Weiteren gibt er Workshops in Hamburg an der HipHop-Academy sowie Gegen-Gewalt-Workshops zusammen mit dem Jungen Schauspiel Hannover an Schulen in Hannover. Er lebt zurzeit in Hannover.
Im Frühjahr 2011 schlossen sich MC Rene, Spax und FlowinImmO zur Freestyle-Kombo F.I.R.S.T. (Flowin-Immo-Rene-Spax-Team) zusammen und tourten mit der Band The Silver Delorean als rappendes Freestyle-Team durch Deutschland.
Im Herbst 2011 schloss sich Spax wieder mit dem DJ Mirko Machine als Die Profis zusammen. Sie brachten im Eigenvertrieb eine LP mit dem Namen Zeiten ändern dich nicht immer heraus und gingen auf Tour. Musikalisch orientiert sich das Album stark an den Anfangszeiten des Duos Mitte der 1990er Jahre, inhaltlich werden unter anderem Hip-Hop und Rap sowie die soziale und politische Lage in Deutschland thematisiert. 2015 veröffentlichten Die Profis ihr zweites Album Unter dem Radar.
2016 veröffentlichen Spax und Brisk Fingaz im Eigenvertrieb die EP Privatvorstellung. Ihre letzte umfangreichere Zusammenarbeit (Engel & Ratten) lag bereits 13 Jahre zurück.
2017 folgte die zweite EP mit Brisk Fingaz mit dem Titel Wahrheit. 2019 veröffentlichten sie das Album Diamanten & Pechstein.
2012 – In der 700. Folge von Schloss Einstein, einer deutschen Seifenoper für Kinder und Jugendliche, hatte Spax einen Gastauftritt, in dem er sich selbst spielte.
Spax engagiert sich seit 2013 als Pate für das Programm Schule ohne Rassismus – Schule mit Courage an der BBS Handel in Hannover. 2020 übernahm er die Patenschaft für die IGS Bothfeld.
Er engagiert sich seit 2014 immer stärker im Bildungssektor; u. a. setzte er für iChance ein Alphabetisierungsprojekt an der BBS Handel in Hannover um, in dem er den Song Schreib dich nicht ab gemeinsam mit Eko Fresh, Nelson Müller, Laas Unltd. u. a. auf.

Das Deutsch-türkische Netzwerk zeichnete Spax 2017 für das Integrationsprojekt „I have a dream“ aus. 

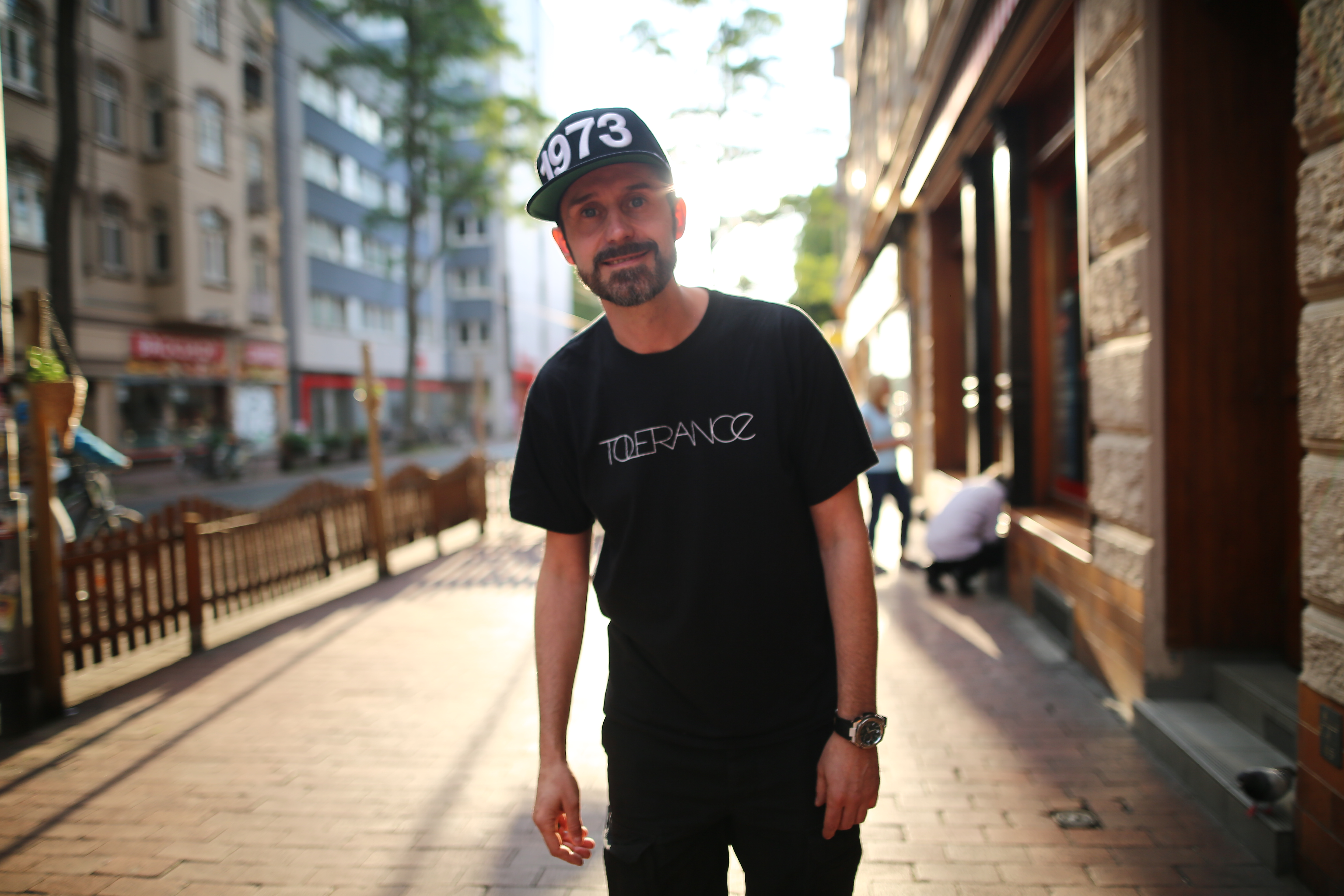
Spax in Hannover

Für das Buch Philosophie des HipHop von Jürgen Manemann lieferte Spax 2018 einige Textbeiträge. Seit 2017 arbeitet er eng mit dem Forschungsinstitut für Philosophie Hannover für gemeinsame Vorträge und Events zusammen.
Im Jahr 2018 bekommt das Gaming-Projekt Prison Break den ProVisio-Preis der Stiftung-Kulturregion, zu dem Spax den Titelsong beisteuerte. Des Weiteren schrieb er gemeinsam mit Nelson Müller den Song Heimat.
2019 unterstützte er die Reggae-Gruppe Banda Senderos bei ihrer Album-Produktion Oase, indem er sich an der Arbeit an mehreren Song-Texten beteiligte.
2020 ging der 1. Preis zum Sonderpreis „70 Jahre Grundgesetz“ des Niedersächsischen Kultusministeriums an die IGS Badenstedt mit dem Projekt „Hürde Menschenwürde – GFZ Grundgesetz“. Gemeinsam mit dem Rapper Spax wurden Teile des Grundgesetzes kreativ vertont und ein Musikvideo produziert.

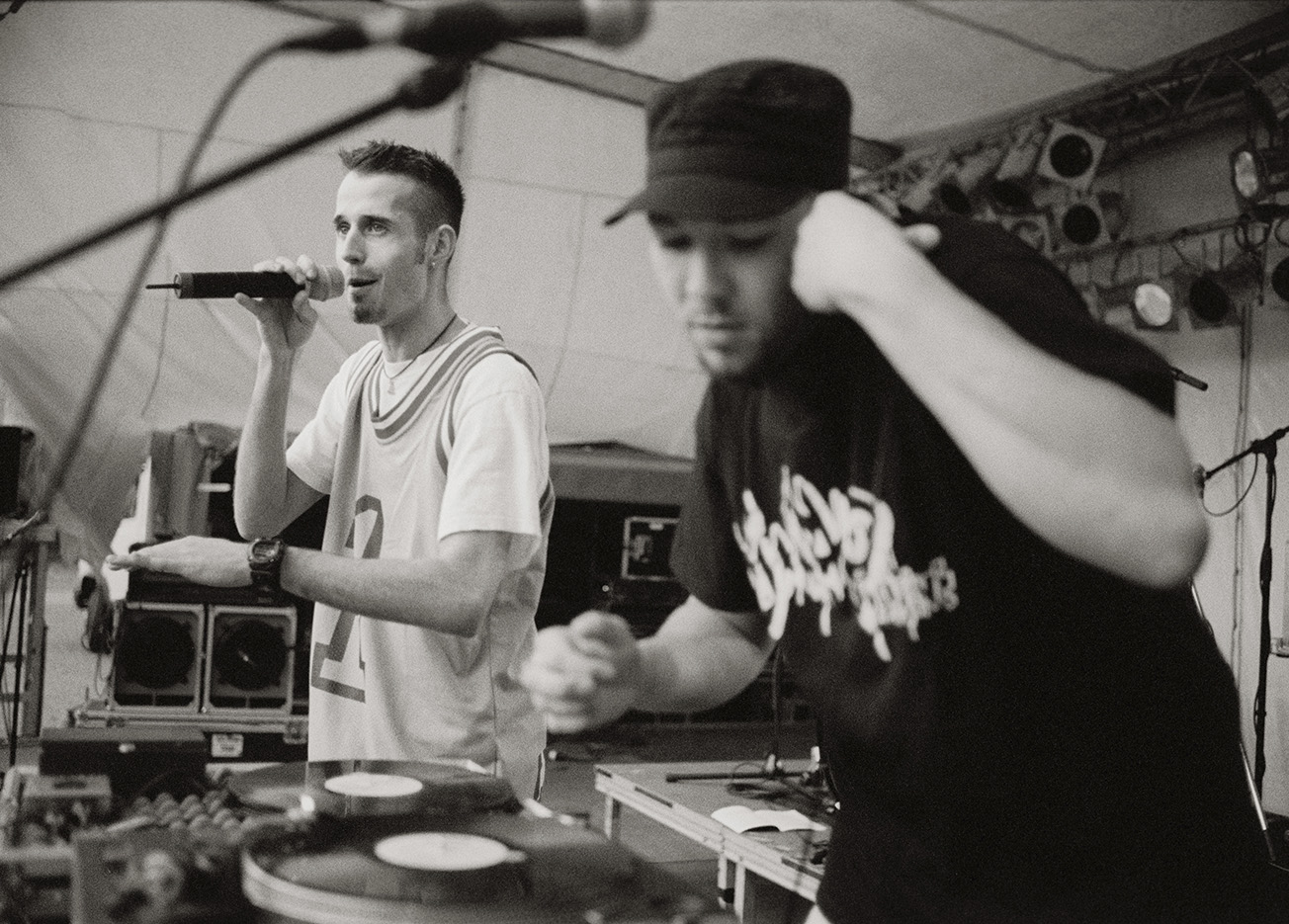
Hamburg 1999

## Diskografie

### Studioalben
| Jahr | Titel                          | Höchstplatzierung, Gesamtwochen, AuszeichnungChartsChartplatzierungen (Jahr, Titel, Platzierungen, Wochen, Auszeichnungen, Anmerkungen) | Anmerkungen                                                              |
| Jahr | Titel                          | DE | Anmerkungen                                                              |
| ---- | ------------------------------ | --- | ------------------------------------------------------------------------ |
| 1998 | Privat (style fetisch)         | — | Erstveröffentlichung: 1998                                               |
| 2000 | Alles Relativ                  | DE71 (5 Wo.)DE | Erstveröffentlichung: 10. Juli 2000                                      |
| 2003 | Engel & Ratten                 | — | Erstveröffentlichung: 2003                                               |
| 2005 | Schattenkrieger                | — | Erstveröffentlichung: 2005 mit All City Allstars                         |
| 2011 | Zeiten ändern dich nicht immer | — | Erstveröffentlichung: 14. November 2011 mit Mirko Machine als Die Profis |
| 2015 | Unter dem Radar                | — | Erstveröffentlichung: 29. Juni 2015 mit Mirko Machine als Die Profis     |
| 2018 | Archiv                         | — | Erstveröffentlichung: 2018                                               |
| 2019 | Diamanten und Pechstein        | — | Erstveröffentlichung: 2019 mit Brisk Fingaz                              |

### EPs
- 1996: Bianca Loves Cars & Spax
- 2016: Privatvorstellung (mit Brisk Fingaz)
- 2017: Wahrheit (mit Brisk Fingaz)
- 2021: Lucid Dreams (mit Tony Crisp)

### Singles
| Jahr | Titel Album                   | Höchstplatzierung, Gesamtwochen, AuszeichnungChartsChartplatzierungen (Jahr, Titel, Album, Platzierungen, Wochen, Auszeichnungen, Anmerkungen) | Anmerkungen                                           |
| Jahr | Titel Album                   | DE | Anmerkungen                                           |
| ---- | ----------------------------- | --- | ----------------------------------------------------- |
| 2001 | Blink Blink Engel & Ratten    | DE75 (3 Wo.)DE | Erstveröffentlichung: 12. November 2001 mit LL Cool J |
| 2003 | Kriegstagebuch Engel & Ratten | DE76 (2 Wo.)DE | Erstveröffentlichung: 31. März 2003                   |

Weitere Singles
- 1997: Mit Leib und Seele
- 1998: Testament/Popschutz
- 1998: Ich komm’
- 1999: Discomehl (feat. MB1000)
- 1999: 24/365 (volles Programm)
- 2000: Optik (feat. Massive Töne)
- 2000: B-Boyizm
- 2000: Du hast den Style
- 2001: Outsidaz (feat. Double Pact)
- 2001: Remixes (feat. Brisk Fingaz)
- 2002: Banzai! (offizieller Song zum gleichnamigen Manga-Magazin, lag der 4. Ausgabe bei)
- 2002: Spacerangers (mit Originalton)
- 2003: Wie alles begann/Rocky III
- 2004: Wer?/Ohh!
- 2014: Herzblutmusik (7 Inch)
- 2014: Bereuen (7 Inch mit MC Rene & Flowin Immo als F.I.R.S.T.)
- 2014: Patina (7 Inch als Die Profis mit DJ Mirko Machine)
- 2016: Träume (7 Inch)
- 2021: Kaninchenbau (mit Brisk Fingaz)

## Rezeption
Für seine massive und offene Kritik an rassistischen und sexistischen Rap-Texten wird er von vielen Rappern offen gedisst. Die Süddeutsche Zeitung beschrieb ihn 2015 als einen Hip-Hop-„Künstler aus der zweiten Reihe, [der] vielleicht weniger Platten verkauft, dafür aber die Szene in den 90er Jahren insgesamt umso mehr und nachhaltiger geprägt“ habe.